# Ernie Clement
Ernie James Clement (Rochester, Nueva York, 22 de marzo de 1996), más conocido como Ernie Clement, es un jugador profesional estadounidense de béisbol que se desempeña en la posición de tercera base en Toronto Blue Jays, equipo de las Grandes Ligas de Béisbol (MLB).

## Carrera
Clement hizo su debut en la MLB con el equipo Cleveland Guardians, en el cual jugó dos temporadas (2021-2022), después pasó a Oakland Athletics (2022), posteriormente a Toronto Blue Jays, donde lleva jugando dos temporadas.